# Club Olympique Médenine
Club Olympique de Médenine (arabisch النادي الأولمبي بمدنين, DMG an-Nādī al-ʾUlimbī bi-Midnīn), kurz CO Médenine, ist ein tunesischer Fußballverein aus der Stadt Médenine im Süden des Landes. Der Verein wurde 1954 gegründet. Die Vereinsfarben sind Schwarz und Gelb.
CO Médenine ist einer der bekanntesten Fußballvereine der Region und spielte mehrfach in der höchsten tunesischen Spielklasse, der Ligue Professionnelle 1.

## Erfolge
- Zweitliga-Meisterschaft (2)
  - 1997, 2001
- Drittliga-Meisterschaft (5) :
  - 1962, 1972, 1982, 1993 (Gruppe Südost), 2016 (Division Süd)

## Ehemalige Spieler
- Issam Jemâa – Entstammt der Jugend des Klubs, spielte später für Espérance Sportive de Tunis und RC Lens. Mit 36 Toren ist er Rekordtorschütze der tunesischen Nationalmannschaft.